# Erwin Czechowski
Erwin Czechowski pseudonim Jezierski (ur. w 1897 roku, zm. 7 lipca 1941 roku) – dr medycyny, działacz ZS, komendant Okręgu Borysław Związku Walki Zbrojnej-1. 
Aresztowany przez NKWD 19 lutego 1940 roku, skazany na karę śmierci, stracony.